# 巴克斯顿 (北达科他州)
巴克斯顿（英語：Buxton），是美国北达科他州下属的一座城市。根据2010年美国人口普查，该市有人口323人。2011年估计该市有人口324人，相对于2010年，增长率为0.31%。